# سلمان یوسف خان
سلمان یوسف خان (به انگلیسی: Salman Yusuff Khan) (زاده ۱۲ ژوئن ۱۹۸۵) رقصنده، بازیگر و طراح رقص هندی است.
از فیلم‌هایی که وی در آن نقش داشته‌است می‌توان به ای‌بی‌سی‌دی: هر کسی می‌تونه برقصه، تاریخچه خون و رقصنده خیابانی ۳ اشاره کرد.